# Pessin
Pessin település Németországban, azon belül Brandenburgban. Lakosainak száma 624 fő (2023. december 31.).

## Népesség
A település népességének változása:
| Lakosok száma | 658  | 647  | 657  | 651  | 624  |
|               | 2017 | 2019 | 2021 | 2022 | 2023 |